# Dębsko-Dosinek
Dębsko-Dosinek – część wsi Dębsko w Polsce, położona w województwie wielkopolskim, w powiecie kaliskim, w gminie Koźminek.
Wchodzi w skład sołectwa Dębsko.
W latach 1975–1998 Dębsko-Dosinek administracyjnie należało do województwa kaliskiego.